# Adolphe Moudiki
Adolphe Moudiki est un grand patron camerounais et directeur de la SNH, né le 10 décembre 1938 à Yaoundé (Cameroun français),,.

## Biographie

### Enfance et débuts
Moudiki est originaire d'un clan akwa du village de Bonamouti à Douala.

### Carrière
En 1988, Moudiki est directeur du cabinet civil de la présidence. Après un passage à la tête de la Régie nationale des chemins de fer, il devient ministre de la Justice avant de diriger la SNH lui soient confiées, à la mort d’Assoumou Mvé. en juillet 2024, Le conseil d'administration de la SNH, maintient Adolphe Moudiki à son poste d'administrateur directeur.